# Splinternet
Splinternet, auch Cyber-Balkanisierung oder Internet-Balkanisierung, ist die Bezeichnung für die Aufteilung des Internets nach nationalen, kommerziellen oder technologischen Gesichtspunkten. „Mächtige Kräfte drohen, es [das Internet] zu balkanisieren“, schreibt das Wochenmagazin The Economist, und es könnte sich schon bald entlang geographischer und kommerzieller Grenzen zersplittern. Länder wie China haben aus politischen Gründen eine so genannte „Große Firewall“ errichtet, während andere Nationen wie die Vereinigten Staaten und Australien Pläne diskutieren, eine ähnliche Firewall zu schaffen, um Kinderpornographie oder Anleitungen zur Waffenherstellung zu blockieren.
Clyde Wayne Crews, Forscher am Cato-Institut, verwendete den Begriff erstmals 2001, um sein Konzept der „parallelen Internets, die als getrennte, private und autonome Universen betrieben würden“ zu beschreiben. Crews benutzte den Begriff in einem positiven Sinn, aber neuere Autoren wie Scott Malcomson, ein Partner des New America’s International Security Program, verwenden den Begriff pejorativ, um eine wachsende Bedrohung für den Status des Internets als weltumspannendes Netzwerk von Netzwerken zu beschreiben. Seit dem 1. November 2019 ist in Russland das Independent Internet Law in Kraft, und es wurde wohl mit der rechtlichen Balkanisierung des Internets begonnen.

## Technologie
Einige Autoren, die die Zersplitterung der Internet-Technologie beschreiben, sehen das Problem in neuen Geräten, die andere Standards verwenden. Die Benutzer benötigen keine Webbrowser mehr, um auf das Internet zuzugreifen, da neue Hardware-Werkzeuge oft mit einem eigenen „einzigartigen Satz von Standards“ für die Anzeige von Informationen ausgestattet sind.
Der Journalist und Autor Doc Searls verwendet den Begriff Splinternet, um die „wachsende Distanz zwischen den Idealen des Internets und den Realitäten dysfunktionaler Nationalismen […]“ zu beschreiben, die zu den verschiedenen und manchmal inkompatiblen Standards beitragen, die es den Suchmaschinen oft schwer machen, die Daten zu nutzen. Er stellt fest, dass „alles funktioniert, weil das Web standardisiert ist. Google funktioniert, weil das Web standardisiert ist“. Da neue Geräte jedoch ihre eigenen Ad-Netzwerke, Formate und Technologien integrieren, sind viele in der Lage, „Inhalte vor Suchmaschinen zu verstecken“.
Andere, darunter der Informationsmanager Stephen Lewis, beschreiben die Ursachen in erster Linie im Hinblick auf die technologische „Infrastruktur“, was zu einem „Rätsel“ führt, bei dem das Internet schließlich in zahlreiche geopolitische Einheiten und Grenzen zerstückelt werden könnte, ähnlich wie die physische Welt heute.

## Kommerzielle Ausschaltsperre
Das Atlantic-Magazin spekuliert, dass viele der neuen „Gadgets eine ‚versteckte Agenda‘ haben, um Sie in ihrem Ökosystem zu halten“. Der Schriftsteller Derek Thomson erklärt, dass „im Splinternet-Zeitalter die Anzeigen von den Plattformen stärker kontrolliert werden. Mein altes BlackBerry ist standardmäßig auf die Bing-Suche eingestellt, weil [der Netzbetreiber] Verizon einen Vertrag mit Microsoft hat. Aber auf meinem neuen Telefon, auf dem die Google Android-Software läuft, werden Google-Anzeigen unter Apps für Programme wie Pandora geschaltet“, erklärt Thomson. Sie rationalisieren die neuen Standards, was möglicherweise darauf zurückzuführen ist, dass Unternehmen ihre Einnahmen durch gezielte Werbung für ihre eigene proprietäre Nutzerbasis steigern wollen. Sie fügen hinzu: „Dies ist ein neues Zeitalter, in dem Gadgets eine ‚versteckte Agenda‘ haben, um Sie in ihrem Ökosystem von Inhaltsanzeige und Werbung zu halten. Es werden Mauern hochgezogen, so wie die Mauern zum mobilen Internetzugang fallen“.
Der Vizepräsident und Autor von Forrester Research, Josh Bernoff, schreibt auch, dass „das vereinheitlichte Web sich in ein Splinternet verwandelt“, da die Nutzer neuer Geräte Gefahr laufen, einen Internet-Standard zu verlassen. Er verwendet den Begriff Splinternet, um sich auf „ein Web zu beziehen, in dem Inhalte auf anderen Geräten als PCs oder versteckt hinter Passwörtern es für Website-Entwickler und Vermarkter schwieriger machen, ein einheitliches Erlebnis zu schaffen“. Er weist zum Beispiel darauf hin, dass Webseiten „wegen der Bildschirmgröße nicht gleich aussehen und nicht gleich funktionieren, da das iPhone kein Flash unterstützt“. Er fügt hinzu, dass jetzt, mit der Explosion anderer Telefonplattformen wie Android, „wir ein weiteres inkompatibles Set von Geräten haben werden“. Allerdings sind sowohl Android als auch iOS Unix-ähnliche Plattformen und beide bieten standardmäßig WebKit-basierte Browser an, ebenso wie der Handy-Hersteller Nokia.

## Politik
Eine Umfrage, die 2007 von einer Reihe großer Universitäten wie der Harvard University durchgeführt wurde, ergab, dass der Iran, China und Saudi-Arabien ein breites Spektrum an Themen filtern und auch eine große Menge an Inhalten blockieren, die mit diesen Themen zusammenhängen. Südkorea filtert und zensiert Nachrichtenagenturen, die zu Nordkorea gehören.
In der Umfrage wurde festgestellt, dass zahlreiche Länder eine „substanzielle politisch motivierte Filterung“ betreiben, darunter neben den eben aufgezählten Staaten auch Myanmar, Syrien, Tunesien und Vietnam. Saudi-Arabien, der Iran, Tunesien und der Jemen filtern Inhalte sozialer Netzwerke in erheblichem Umfang, während Myanmar, China, der Iran, Pakistan und Südkorea die umfassendste Filterung im Bereich der nationalen Sicherheit haben, die auf Websites abzielt, die mit Grenzstreitigkeiten, Separatisten und Extremisten zu tun haben.
Der außenpolitische Autor Evgeny Morozov fragt sich, ob „das Internet uns näher zusammenbringt“ und trotz seiner frühen Ideale, „das Verständnis [zu] erhöhen, Toleranz [zu] fördern und letztlich den weltweiten Frieden unterstützen [zu] würde[n]“, könnte das Gegenteil der Fall sein. Es gibt mehr Versuche, ausländische Staatsangehörige von bestimmten Web-Eigenschaften fernzuhalten; so sind beispielsweise digitale Inhalte, die britischen Bürgern über den iPlayer der BBC zur Verfügung stehen, „für Deutsche zunehmend nicht mehr verfügbar“. Norweger können online kostenlos auf 50.000 urheberrechtlich geschützte Bücher zugreifen, aber dazu muss man sich in Norwegen aufhalten. Infolgedessen blockieren viele Regierungen aktiv den Internetzugang für die eigenen Staatsangehörigen und schaffen mehr von dem, was Morozov ein Splinternet nennt:

“Google, Twitter, Facebook — are U.S. companies that other governments increasingly fear as political agents. Chinese, Cuban, Iranian, and even Turkish politicians are already talking up “information sovereignty” a euphemism for replacing services provided by Western Internet companies with their own more limited but somewhat easier to control products, further splintering the World Wide Web into numerous national Internets. The age of the Splinternet beckons.”

„Google, Twitter, Facebook – das sind US-Unternehmen, die andere Regierungen als politische Agenten zunehmend fürchten. Chinesische, kubanische, iranische und sogar türkische Politiker sprechen bereits von „Informationssouveränität“ – ein Euphemismus für die Ersetzung von Dienstleistungen westlicher Internetfirmen durch ihre eigenen begrenzteren, aber etwas leichter zu kontrollierenden Produkte, wodurch das World Wide Web weiter in zahlreiche nationale Internets zersplittert wird. Das Zeitalter des Splinternet winkt.“

Organisationen wie die OpenNet Initiative wurden gegründet, weil sie erkannten, dass „Internetzensur und Überwachung wachsende globale Phänomene sind“. Ihr Buch zu diesem Thema wurde Berichten zufolge „von den Vereinten Nationen zensiert“, wobei ein Plakat von UN-Sicherheitsbeamten entfernt wurde, weil es Chinas „Great Firewall“ erwähnte. Im März 2010 beschloss Google, seine Suchmaschinen und andere Dienste aus China abzuziehen, um gegen deren Zensur und das Hacken von Gmail-Konten chinesischer Aktivisten zu protestieren.
Neben China zensieren auch andere Länder Internetdienste: Reporter ohne Grenzen stuft beispielsweise die Pressesituation im Iran als „sehr ernst“ ein, die schlechteste Bewertung auf ihrer Fünf-Punkte-Skala. Irans Internetzensurpolitik wird von der globalen Internetfilterkarte der OpenNet Initiative als „allgegenwärtig“ bezeichnet und ist die schlechteste in der Rangliste. Im März 2010 nahmen sie die Türkei und Russland in ihre Liste der Internet-Zensur „unter Überwachung“ auf und warnten andere Länder wie die Vereinigten Arabischen Emirate, Belarus und Thailand, die ebenfalls den Status „unter Überwachung“ haben, davor, in die nächste „Liste der Internet-Feinde“ aufgenommen zu werden.

## Religion
Auch wurde der Internetzugang aus religiösen Gründen gesperrt. Im Jahr 2007 und erneut im Mai 2010 blockierte Pakistan Berichten zufolge Facebook, YouTube, Google und Wikipedia, da dort „blasphemisches“ und „unislamisches“ Material veröffentlicht werde.
Die Scientology-Kirche empfahl die Internetzensur als eine Methode, sich gegen das zu verteidigen, was sie als eine ständige Kampagne des Missbrauchs durch die Gruppe „Anonymous“ bezeichnete, zusammen mit „Fehlinformationen“ und „Falschdarstellungen“ in den Medien. Im September 2009 forderte diese die australische Menschenrechtskommission für Religions- und Glaubensfreiheit auf, den Zugang zu Websites zu beschränken, die ihrer Ansicht nach zu „religiöser Verunglimpfung“ aufstacheln.

## Interessen
Eine Zersplitterung der Internet-Gemeinschaft kann auftreten, wenn Mitglieder bestimmter Interessengruppen das Internet nutzen, um Ansichten auszuschließen oder zu vermeiden, die ihren eigenen geschätzten Überzeugungen und Theorien widersprechen. Sie wird Cyberbalkanisierung genannt und bezieht sich auf die Aufteilung des Internets oder des World Wide Web in Untergruppen mit spezifischen Interessen (digitale Stämme), wobei die Mitglieder der Untergruppe das Internet oder das Web fast immer benutzen, um Material zu kommunizieren oder zu lesen, das nur für den Rest der Untergruppe von Interesse ist. Möglicherweise wurde der Begriff zum ersten Mal in einem Ende 1996 veröffentlichten MIT-Papier von Marshall Van Alstyne und Erik Brynjolfsson verwendet. Das Konzept wurde auch in einem verwandten Artikel in der Zeitschrift Science im selben Jahr diskutiert. Der Begriff ist eine Mischung aus Cyber, der sich auf das Internet bezieht, und Balkanisierung, einem Phänomen, das seinen Namen vom Balkan hat, einem Teil Europas, der historisch nach Sprachen, Religionen und Kulturen unterteilt war.
In seinem Buch Republic.com aus dem Jahr 2001 argumentierte Cass Sunstein, dass die Cyberbalkanisierung der Demokratie schaden könnte, weil sie es verschiedenen Gruppen ermöglicht, sich gegenseitig nicht mehr auszusetzen, wenn sie sich in zunehmend getrennten Gemeinschaften zusammenfinden, wodurch die Anerkennung anderer Standpunkte oder Gemeinsamkeiten immer unwahrscheinlicher wird. Die Kommentatorin Aleks Krotoski ist der Ansicht, dass dschihadistische Gruppen das Internet häufig auf diese Weise nutzen.
Trotz der Bedenken hinsichtlich der Cyberbalkanisierung gibt es Anzeichen dafür, dass diese tatsächlich zunimmt. Eine Wharton-Studie ergab, dass Internet-Filter Gemeinsamkeiten schaffen können, nicht Fragmentierung. Diese Studie konzentrierte sich jedoch in erster Linie auf Algorithmen zur Musikempfehlung und stellt offen fest, dass in anderen Bereichen (z. B. Nachrichten, Bücher, Mode) mehr Forschung erforderlich ist. Eine andere Studie ergab, dass die ideologische Segregation des Online-Nachrichtenkonsums absolut gesehen gering ist, höher als die Segregation des meisten Offline-Nachrichtenkonsums und deutlich geringer als die Segregation der persönlichen Interaktionen mit Nachbarn, Arbeitskollegen oder Familienmitgliedern. Die Studie weist jedoch darauf hin, dass ein wichtiger Vorbehalt darin besteht, dass keiner ihrer Beweise für die Art und Weise spricht, wie die Menschen die Inhalte, auf die sie stoßen, in Überzeugungen übersetzen, was möglicherweise ein größerer Faktor für das Problem ist, dem diese Art von Studien zu begegnen versucht.